# New Haven Open at Yale 2011 - Qualificazioni singolare
Le qualificazioni del singolare del New Haven Open at Yale 2011 sono state un torneo di tennis preliminare per accedere alla fase finale della manifestazione. I vincitori dell'ultimo turno sono entrati di diritto nel tabellone principale. In caso di ritiro di uno o più giocatori aventi diritto a questi sono subentrati i lucky loser, ossia i giocatori che hanno perso nell'ultimo turno ma che avevano una classifica più alta rispetto agli altri partecipanti che avevano comunque perso nel turno finale.

## Giocatrici

### Teste di serie
1. María José Martínez Sánchez (primo turno)
2. Petra Cetkovská (qualificata)
3. Ksenija Pervak (qualificata)
4. Mathilde Johansson (secondo turno)

1. Vera Duševina (qualificata)
2. Laura Pous Tió (primo turno)
3. Carla Suárez Navarro (ultimo turno)
4. Evgenija Rodina (primo turno, ritirata)

### Qualificate
1. Vera Duševina
2. Petra Cetkovská

1. Ksenija Pervak
2. Anastasija Rodionova

## Tabellone qualificazioni

### 1ª sezione
|  | Primo turno      | Primo turno                 | Primo turno      | Primo turno | Primo turno |  |  | Secondo turno          | Secondo turno          | Secondo turno          | Secondo turno | Secondo turno |   |   | Ultimo turno | Ultimo turno    | Ultimo turno | Ultimo turno | Ultimo turno |  |
|  |                  |                             |                  |             |             |  |  |                        |                        |                        |               |               |   |   |              |                 |              |              |              |  |
|  | 1                | María José Martínez Sánchez | 2                | 1           | r           |  |  |                        |                        |                        |               |               |   |   |              |                 |              |              |              |  |
|  |                  | Nuria Llagostera Vives      | 6                | 2           |             |  |  | Nuria Llagostera Vives | Nuria Llagostera Vives | Nuria Llagostera Vives | 62            | 2             |   |   |              |                 |              |              |              |  |
|  | Eléni Daniilídou | Eléni Daniilídou            | Eléni Daniilídou | 3           | 1           |  |  | Sloane Stephens        | Sloane Stephens        | Sloane Stephens        | 7             | 6             |   |   |              |                 |              |              |              |  |
|  | Sloane Stephens  | Sloane Stephens             | Sloane Stephens  | 6           | 6           |  |  |                        |                        |                        |               |               |   |   |              | Sloane Stephens | 6            | 2            | 0            |  |
|  | WC               | Allie Will                  | 7                | 2           | 3           |  |  |                        |                        | 5                      | Vera Duševina | 4             | 6 | 6 |              |                 |              |              |              |  |
|  |                  | Arantxa Parra Santonja      | 69               | 6           | 6           |  |  |                        | Arantxa Parra Santonja | Arantxa Parra Santonja | 1             | 3             |   |   |              |                 |              |              |              |  |
|  | WC               | Asia Muhammad               | Asia Muhammad    | 4           | 3           |  |  | 5                      | Vera Duševina          | Vera Duševina          | 6             | 6             |   |   |              |                 |              |              |              |  |
|  | 5                | Vera Duševina               | Vera Duševina    | 6           | 6           |  |  |                        |                        |                        |               |               |   |   |              |                 |              |              |              |  |

### 2ª sezione
|  | Primo turno          | Primo turno          | Primo turno          | Primo turno | Primo turno |  |  | Secondo turno | Secondo turno        | Secondo turno   | Secondo turno        | Secondo turno        |   |   | Ultimo turno | Ultimo turno    | Ultimo turno    | Ultimo turno | Ultimo turno |  |
|  |                      |                      |                      |             |             |  |  |               |                      |                 |                      |                      |   |   |              |                 |                 |              |              |  |
|  | 2                    | Petra Cetkovská      | Petra Cetkovská      | 6           | 6           |  |  |               |                      |                 |                      |                      |   |   |              |                 |                 |              |              |  |
|  | WC                   | Chieh-Yu Hsu         | Chieh-Yu Hsu         | 2           | 0           |  |  | 2             | Petra Cetkovská      | Petra Cetkovská | 6                    | 6                    |   |   |              |                 |                 |              |              |  |
|  | Heater Watson        | Heater Watson        | Heater Watson        | 6           | 6           |  |  |               | Heater Watson        | Heater Watson   | 1                    | 1                    |   |   |              |                 |                 |              |              |  |
|  | Misaki Doi           | Misaki Doi           | Misaki Doi           | 4           | 2           |  |  |               |                      |                 |                      |                      |   |   | 2            | Petra Cetkovská | Petra Cetkovská | 6            | 6            |  |
|  | Edina Gallovits-Hall | Edina Gallovits-Hall | Edina Gallovits-Hall | 6           | 6           |  |  |               |                      | 7               | Carla Suárez Navarro | Carla Suárez Navarro | 2 | 0 |              |                 |                 |              |              |  |
|  | Varvara Lepchenko    | Varvara Lepchenko    | Varvara Lepchenko    | 4           | 4           |  |  |               | Edina Gallovits-Hall | 6               | 2                    | 1                    |   |   |              |                 |                 |              |              |  |
|  |                      | Kristina Barrois     | 6                    | 3           | 0           |  |  | 7             | Carla Suárez Navarro | 1               | 6                    | 6                    |   |   |              |                 |                 |              |              |  |
|  | 7                    | Carla Suárez Navarro | 3                    | 6           | 6           |  |  |               |                      |                 |                      |                      |   |   |              |                 |                 |              |              |  |

### 3ª sezione
|  | Primo turno              | Primo turno              | Primo turno       | Primo turno | Primo turno |  |  | Secondo turno         | Secondo turno            | Secondo turno            | Secondo turno     | Secondo turno     |   |   | Ultimo turno | Ultimo turno   | Ultimo turno   | Ultimo turno | Ultimo turno |  |
|  |                          |                          |                   |             |             |  |  |                       |                          |                          |                   |                   |   |   |              |                |                |              |              |  |
|  | 3                        | Ksenija Pervak           | Ksenija Pervak    | 6           | 6           |  |  |                       |                          |                          |                   |                   |   |   |              |                |                |              |              |  |
|  |                          | Zuzana Kučová            | Zuzana Kučová     | 3           | 1           |  |  | 3                     | Ksenija Pervak           | Ksenija Pervak           | 6                 | 6                 |   |   |              |                |                |              |              |  |
|  | Patricia Mayr-Achleitner | Patricia Mayr-Achleitner | 7                 | 3           |             |  |  |                       | Patricia Mayr-Achleitner | Patricia Mayr-Achleitner | 3                 | 3                 |   |   |              |                |                |              |              |  |
|  | Lesja Curenko            | Lesja Curenko            | 5                 | 2           | r           |  |  |                       |                          |                          |                   |                   |   |   | 3            | Ksenija Pervak | Ksenija Pervak | 5            |              |  |
|  | Anne Keothavong          | Anne Keothavong          | Anne Keothavong   | 0           | 3           |  |  |                       |                          |                          | Urszula Radwańska | Urszula Radwańska | 0 | r |              |                |                |              |              |  |
|  | Urszula Radwańska        | Urszula Radwańska        | Urszula Radwańska | 6           | 6           |  |  | Urszula Radwańska     | Urszula Radwańska        | Urszula Radwańska        | 6                 | 6                 |   |   |              |                |                |              |              |  |
|  |                          | Sílvia Soler Espinosa    | 7                 | 0           | 7           |  |  | Sílvia Soler Espinosa | Sílvia Soler Espinosa    | Sílvia Soler Espinosa    | 1                 | 4                 |   |   |              |                |                |              |              |  |
|  | 6                        | Laura Pous Tió           | 64                | 6           | 5           |  |  |                       |                          |                          |                   |                   |   |   |              |                |                |              |              |  |

### 4ª sezione
|  | Primo turno          | Primo turno          | Primo turno         | Primo turno | Primo turno |  |  | Secondo turno | Secondo turno        | Secondo turno        | Secondo turno        | Secondo turno |   |   | Ultimo turno    | Ultimo turno    | Ultimo turno | Ultimo turno | Ultimo turno |  |
|  |                      |                      |                     |             |             |  |  |               |                      |                      |                      |               |   |   |                 |                 |              |              |              |  |
|  | 4                    | Mathilde Johansson   | 7                   | 64          | 6           |  |  |               |                      |                      |                      |               |   |   |                 |                 |              |              |              |  |
|  |                      | Alison Riske         | 5                   | 7           | 4           |  |  | 4             | Mathilde Johansson   | Mathilde Johansson   | 4                    | 2             |   |   |                 |                 |              |              |              |  |
|  | Ol'ga Govorcova      | Ol'ga Govorcova      | Ol'ga Govorcova     | 6           | 6           |  |  |               | Ol'ga Govorcova      | Ol'ga Govorcova      | 6                    | 6             |   |   |                 |                 |              |              |              |  |
|  | Maria Elena Camerin  | Maria Elena Camerin  | Maria Elena Camerin | 4           | 1           |  |  |               |                      |                      |                      |               |   |   | Ol'ga Govorcova | Ol'ga Govorcova | 6            | 2            | 4            |  |
|  | Renata Voráčová      | Renata Voráčová      | 6                   | 5           | 1           |  |  |               |                      | Anastasija Rodionova | Anastasija Rodionova | 2             | 6 | 6 |                 |                 |              |              |              |  |
|  | Anastasija Rodionova | Anastasija Rodionova | 3                   | 7           | 6           |  |  |               | Anastasija Rodionova | Anastasija Rodionova | 6                    | 7             |   |   |                 |                 |              |              |              |  |
|  | WC                   | Robin Anderson       | 6                   | 4           |             |  |  | WC            | Robin Anderson       | Robin Anderson       | 0                    | 5             |   |   |                 |                 |              |              |              |  |
|  | 8                    | Evgenija Rodina      | 2                   | 2           | r           |  |  |               |                      |                      |                      |               |   |   |                 |                 |              |              |              |  |